# Basúchil
Basúchil (Bajichi), Pozo, ojo de Agua en el lenguaje Rarámuri, es un poblado en el Municipio de Guerrero, Chihuahua, México. Fundado en 1649 como presidio con el fin de proteger la misión jesuita en la región tarahumara del papigochi a unos kilómetros hacia el oeste, ahora Cd. Guerrero. Basúchil fue fundada como "La Villa de Aguilar"  por el gobernador de la Nueva Vizcaya, Nueva España Diego Guajardo Fajardo en honor a Aguilar de la Frontera España.  
El soldado español Alonso Sanches el 6 de abril de 1649 registró la mina "Guajarda"  localizada en el cerro de lo que ahora se llama Calera, mencionando que se encontraba hacia el norte de la villa de Aguilar.   
En 1652 el pueblo fue destruido y sus habitantes asesinados por un ataque liderado por Teporaca, años más tarde se repobló y se nombró Basúchil. Basúchil es una corrupción de la palabra Rarámuri Bajichi, pozo, ojo de agua. 
La parte de “súchil” se encuentra en varias palabras náhuatl hispanizadas como “cempasúchil” que viene de “Xóchitl” o flor. Además, no existe la “b” en Náhuatl, así que Basúchil es muy probable que sea una corrupción usando el lenguaje Náhuatl de una palabra Rarámuri. 
Felipe II fue convencido por los franciscanos de que las lenguas indígenas eran el mejor vehículo para convertir y enseñar a los pueblos indígenas de las Américas. Al ver lo útil que resultaba en la Ciudad de México, Felipe II emitió una cédula real o decreto en 1570: el náhuatl se convertiría en un idioma oficial de la Nueva España, facilitando la comunicación con los pueblos indígenas. (David Bowles profesor e investigador de la lengua Náhuatl, Universidad Valle del Rio Grande, TX )
Ángel González, El compositor de corridos conocido por su narcocorrido, "Contrabando y Traición,", nació y vivió la mayor parte de su vida en Basúchil.
Hogar de Tania Estrada Quezada, Mexicana Universal Chihuahua 2022,  por la mayor parte de su infancia.

## Economía
La principal actividad es la cosecha de Manzana, así como la ganadería, cultivo del maíz, frijol y papa.